# Vidura

El esclavo Vidura (a la izquierda) con su hermano el rey ciego Dritarastra.

Vidura es uno de los personajes centrales del Majabhárata (texto sagrado védico que data de aproximadamente 5 mil años).
Vidura también era llamado Ksatá (hijo de una mucama).

## Nombre sánscrito
- vidūra, en el sistema AITS (alfabeto internacional para la transliteración del sánscrito).[1]
- विदुर, en escritura devanagari del sánscrito.[1]
- Pronunciación:
  - /vidúra/ en sánscrito[1] o bien
  - /vidúr/ en varios idiomas modernos de la India (como el bengalí, el hindí, el maratí o el palí).
- Etimología: ‘muy lejano’[1]
  - vi: muy
  - dūra: distante, lejano.

## Nacimiento
Según el Majabárata, Vidura era el hermano de los reyes Dritarastra y Pandu de la ciudad de Jastinapura. Era hijo del sabio Viasa y de Parishrami, la esclava de las reinas Ambika y Ambalika de la ciudad. Era un avatar del dios de la muerte Dharmarash, que había sido maldecido por el sabio Mandavia por haberlo castigado más severamente que lo que su pecado había merecido.
Tanto Ambika como Ambalika eran esposas del rey Vichitra Viria de Hastinapura, que había muerto sin hijos. Con objeto de garantizar la continuidad del linaje real, Satiavati ―la madre de Vichitraviria― llamó a su hijo mayor, el asceta Viasa, para engendrar hijos con las dos reinas viudas. Debido a la práctica de austeridades, Viasa tenía una apariencia desagradable. Cuando tuvo relaciones sexuales con su cuñada Ambika, esta cerró los ojos con fuerza. A la mañana siguiente, Viasa le dijo a su madre que como Ambika había cerrado los ojos, la maldecía a tener un hijo ciego: Dritarastra. Entonces Ambika aconsejó a su hermana que no cerrara los ojos. Pero Viasa se dio cuenta de que Ambalika estuvo pálida de horror durante todo el acto sexual. A la mañana siguiente, Viasa le dijo a su madre que como Ambalika había estado pálida, la maldecía a tener un hijo pálido (no se sabe si albino o leproso): Pandu.
Un año después, sabiendo que las leyes de Manu afirman que un varón con algún defecto congénito no puede ser un rey digno, Satiavati le pidió a Vyasa que engendrara otro hijo con Ambika. Viasa aceptó, pero Ambika sentía mucho asco hacia él, por lo que en la oscuridad de la noche envió a su esclava Parisrami con Vyasa. Esta joven sumisa no se asustó por el horrendo de Vyasa, por lo que él estuvo satisfecho y permitió que diera a luz a un hijo normal y saludable: Vidura. Pero las Leyes de Manu afirmaban que por ser hijo de una shudra (la cuarta y última casta de la India) un varón no puede tener las cualidades de un rey.
En otra versión de esta leyenda, Ambika envió inicialmente a su esclava a la cama de Viasa, y el sabio engendró a Vidura como un avatar de Dharma, en lugar del par de dioses Mitra y Varuna. Este cambio en la leyenda se considera una importante transición del período védico (que consideraba a Mitra-Varuna superiores al resto de los dioses) al período de los Upanishad (que considera a Mitra-Varuna inferiores a Visnú, Dharma, Shiva, etc.).

## Vida

Vidura aconseja a su sobrina la reina Kunti y los hijos de ella, los Pándavas, que habían sido echados del reino que les correspondía por derecho.

El abuelo virgen Bhishma educó a los tres hermanos Dritarastra y Pandu. Sin embargo, como era un esclavo shudra fue nombrado consejero de sus dos hermanos reyes. Cuando Satiavati le preguntó acerca de las cualidades de sus tres nietos, Bhishma alabó la inmensa fuerza del ciego Dhristarashtra, la destreza militar del pálido Pandu, y el intelecto del esclavo Vidura. Cuando llegó el momento de elegir al heredero de la corona dejada por Vichitra Viria, se decidió que fuera el hermano mayor, el ciego Dritarastra, pero Vidura indicó que la ceguera era un impedimento mayor que el mero color de la piel. A pesar de que sabía que Vidura tenía razón, e incluso coincidiendo con el veredicto, Dritarastra guardó un poco de resentimiento contra Vidura por este incidente.
Años después, Pandu mató involuntariamente a una pareja de bráhmanas (miembros de la casta sacerdotal, la más importante de la India) durante su acto sexual, y estos lo maldijeron a no poder tener sexo nunca más en su vida, Pandu tuvo que renunciar al trono, ya que no podía dejar herederos.
El ciego Dritarastra asumió el trono, pero fue Vidura quien fue el verdadero rey a todos los efectos prácticos, guiando el gobierno de su hermano hasta que Duriódan (el hijo mayor de Dritarastra) alcanzó la mayoría de edad y lo relegó a un segundo plano.
Posiblemente la versión original de esta leyenda indicaba que Vidura tenía más edad que Dritarastra y Pandu, porque cuando Bhishma le pidió consejo a Vidura acerca de con quiénes se deberían casar cada uno de los tres hermanos, Vidura respondió indicando el orden de precedencia otorgado por la edad ―un detalle que se les escapó a los editores del Majabhárata―: para sí mismo eligió una niña llamada Iádava Sulabha, para Dritarastra la niña Gandhari y para Pandu la niña Kunti.

## Papel de Vidura en el Majabhárata

El sudra Vidura aconseja a su sobrino, el príncipe Iudistir.

Después de Krisna, Vidura era el asesor más respetado de los hermanos Pándavas ―los cinco hijos adoptivos de Pandu―, a quienes Vidura advirtió en varias ocasiones acerca de los complots de Duriódan para matarlos, como el plan de Duriódan de quemarlos vivos en la casa de cera.
Con excepción del príncipe Vikarna, Vidura fue el único que protestó contra la humillación que Duriódan sometió a Draupadi ―la esposa de los cinco Pándavas― en la corte de los kauravas. En ese momento, Duriódan agravió a Vidura, llamándolo desagradecido. Dritarastra pensó en reprender a su hijo Duriódan por insultar al tío de Duriódan, pero recordó que Vidura había dicho que un ciego no puede ser rey, entonces retuvo su lengua.
Este incidente fue el que Vidura mencionó años más tarde cuando rompió relaciones con los Káuravas y se puso del lado de los Pándavas en el inicio de la guerra de Kuruksetra (en la que murieron todos los Káuravas). A diferencia de Bhisma, Drona, Kripa, Karna, etc., Vidura no tenía ninguna obligación hacia Jastinápur o hacia su sobrino Duriódan, sino hacia su verdadera familia. Al darse cuenta de que no reconocía esa relación con sus sobrinos los Pándavas ―que eran los legítimos herederos al trono― Vidura se sintió obligado a situarse del lado del dharma y de los Pándavas.
Krisna afirmaba que Vidura debía ser considerado igual que el dios Dharmarash ―de hecho Vidura era su encarnación―. Krishna respetaba a Vidura por su devoción hacia el bienestar de las personas, y por su competencia en todas las esferas del conocimiento.
Cuando Krisna visitó la ciudad de Jastinápur como emisario de paz de los Pándavas, Duriódan había preparado un comité de bienvenida lleno de opulencia, con el palacio extravagantemente decorado para su llegada. Brindó un gran banquete con miles de comensales reales y le ofreció a su tío Krisna que se alojara en el palacio real. Sin embargo, para decepción de Duriódan, Krisna se negó rotundamente a comer o quedarse en las habitaciones palaciegas para pasar la noche.

Vidura (a la izquierda) perdona a su hermano, el rey Dritarastra.

Krisna adivinó que Duriódan quería matar a los Pándavas para quedarse con el trono de Jastinápur, y le ofrecía a Krisna esta bienvenida como un rey para convencerlo de unirse al lado de los Káuravas. Duriódan tenía el plan de destruir a los Pándavas y a su creciente ejército, y la mejor manera de hacerlo era traer a Krisna a su lado. Al percibir esta intención, Krisna se negó a aceptar nada de Duriódan.
Krisna se dirigió a la humilde casa de Vidura, donde fue atendido por Iádava Sulabha, la esposa de este. Mientras Vidura retornaba de sus obligaciones, Sulabha le ofreció a Krisna lo único que tenía: agua y bananos. Sin embargo, estaba tan absorta en Krisna, que empezó a pelar los bananos y en vez de ofrecerle la fruta a Krisna, le ofrecía las cáscaras. Cuando Vidura llegó a su casa, encontró a Krisna comiendo las cáscaras.
Krisna mencionó que habría dos razones por las que él aceptaría la comida de alguien: si el alimento era ofrecido con afecto, y también si él tuviera mucha hambre. Krisna verdaderamente quería quedarse en la casa de Vidura para pasar la noche porque realmente amaba a su tío y amigo.
Vidura hizo grandes esfuerzos por evitar la guerra fratricida entre los Káuravas y los Pándavas.
Sin embargo, Vidura se sintió muy desilusionado con Krisna cuando descubrió que a pesar de que Krisna aparentemente trataba de disuadir a Duriódan de ir a la guerra, en realidad lo había alentado todavía más.
Después que los Pándavas partieron al exilio en el bosque, Vidura se enfrentó con su hermano Dritarastra por permitir que sus impíos hijos le llevaran de la nariz. Aunque Dritarastra sabía que Vidura estaba en lo correcto, lo trató de traidor, y lo echó de su palacio. Vidura se fue encantado. Pero pronto el rey ciego se dio cuenta de que sin Vidura era doblemente ciego. Envió un mensajero para que trajera a Vidura, el cual, en el ínterin se había reunido con los Pandavas.
En la sección «Sanatsuyatíia» del Majabhárata, tiempo antes de la batalla de Kuruksetra, Vidura invocó al sabio Sanat Suyata para que respondiera a las preguntas de Dritarastra acerca de la muerte.
En señal de protesta contra la guerra de Kuruksetra, Vidura renunció al cargo de ministro y partió en peregrinación por la India.
En Jarduar tuvo largas charlas filosóficas con el sabio Maitreia.

## Después de la guerra
Muchos años después de la gran batalla, Vidura retornó a Jastinápur y se reencontró con los Pándavas. Iudistira nombró a Vidura primer ministro (maja-mantri) con control total sobre el Gobierno de la región. Sin embargo, tras la carnicería de la guerra ―habían muerto todos los combatientes de ambos lados, excepto los cinco Pándavas―, Vidura se encontraba muy deprimido como para gobernar. Poco después, se retiró a la cordillera de los Himalayas como asceta con su hermano ciego Dritarastra y sus cuñadas Gandhari y Kunti, en una caminata suicida.
Meses después de la partida de los tres reyes, Iudistir dijo que se había encontrado con el alma de Vidura, quien le contó que él había sido el primero de los tres ascetas reales en morir. Después Vidura (quien era una expansión de Dharma) se absorbió en el cuerpo de Iudistira, quien también era una expansión de Dharma).

## En la teosofía
En el ámbito de la teosofía, Vidura es considerado un maja-chojan (jefe de una jerarquía de místicos que se esconden en los Himalayas.) [1]
El Vidura-niti (el arte de gobernar según Vidura), narrado en forma de diálogo entre Vidura y el rey Dritrashtra ―tal como se narra en el Majabárata―, es considerado el precursor del Chanakya-niti, el arte de gobernar según Chanakia 350-283 a. C.).

## En la cultura popular

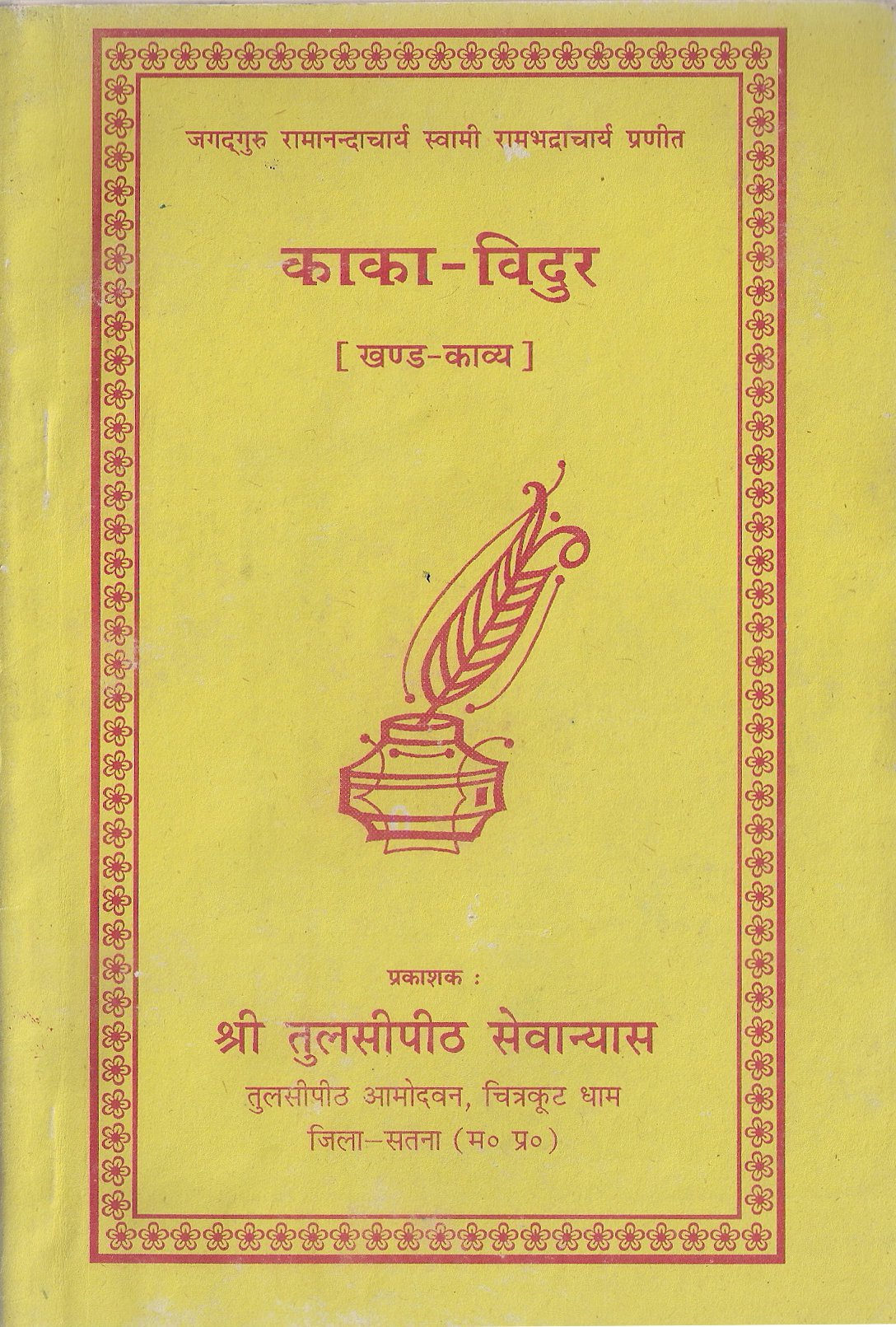
Portada del poema Kaka Vidura (1980).

El Kākā Vidura (1980) ―काका विदुर en idioma hindi― es un poema menor compuesto por Yagad-gurú Rambhadra Acharia (1950-). Consiste en 108 versos en métrica kavita y saváiia. Tiene como protagonistas a Vidura y a su esposa Sulabha.